# Fontaine-la-Mallet
Fontaine-la-Mallet is een gemeente in het Franse departement Seine-Maritime (regio Normandië) en telt 2724 inwoners (2005). De plaats maakt deel uit van het arrondissement Le Havre.

## Geografie
De oppervlakte van Fontaine-la-Mallet bedraagt 6,7 km², de bevolkingsdichtheid is 406,6 inwoners per km².
De onderstaande kaart toont de ligging van Fontaine-la-Mallet met de belangrijkste infrastructuur en aangrenzende gemeenten.

## Demografie
Onderstaande figuur toont het verloop van het inwonertal (bron: INSEE-tellingen).